# خاویر مورگویالدای
خاویر مورگویالدای (اسپانیایی: Javier Murguialday‎؛ زادهٔ ۴ فوریهٔ ۱۹۶۲) دوچرخه‌سوار اهل اسپانیا است. وی در مسابقات تور دو فرانس شرکت کرده است.